# ファイナルファンタジーXIII-2
『ファイナルファンタジーXIII-2』（ファイナルファンタジーサーティーンツー、FINAL FANTASY XIII-2、略称: FFXIII-2、FF13-2）は、スクウェア・エニックスから2011年12月15日に発売のコンピュータRPGで『ファイナルファンタジーXIII』の続編にあたる。
続編に『ライトニング リターンズ ファイナルファンタジーXIII』がある。

## 概要
2011年1月18日に開催された『SQUARE ENIX 1st Production Department Premiere』にて制作発表される。その後同年9月15日に同年12月15日発売予定である事が発表された。今作は前作と異なり、最初からPlayStation 3（PS3）とXbox 360の両機種で発売されることが明らかにされている。また前作と同様にPS3本体同梱版の発売も行われる。日本で発売されたXbox 360版は前作が英語音声だったが、今作では日本語音声となっているがテーマ曲は海外版準拠となりPS3版とは差別化されている。
本作の物語は前作の舞台となった世界とは異なる世界を舞台に、Xbox 360版の初回特典として付属された書き下ろし小説『Episode i』をプロローグとし、「再生への祈り。」をキーワードに前作で描かれたパルスとリンゼのストーリーに新しくエトロを絡めた、「人が神に背いて得た物は？ そして人はそれをどう受け止めた？」をテーマとした「前作の戦いは本当に正しかったのか、最後に起こった奇跡とは何なのか」という部分が描かれ でストーリーそのものの長さは前作と同等か若干短めだがやり込み要素が非常に多くなっている。
本作の製作は前作をプレイしたユーザーから続編を望む声が多かった事に加え、スタッフにも「ライトニングという人間をもっと描きたかった」という思いがあったため決定した（しかしライトニングはDLコンテンツ）。キャラクターは前作で登場したキャラのその後も描かれ、新たなキャラも多数登場する。ストーリーは同じナンバリングタイトルとその続編であった『FFX』と『FFX-2』の時とは異なり、前作よりもダークかつミステリアスでシリアスな物となり、「世界観やストーリーの路線を崩さないようにしつつもゲームプレイ部分の新しさを出すため」にシリーズ初となるマルチエンディングが採用され探索要素も前作より強化されている。バトルシステムは前作のATBをさらに発展させた物となり、「ロールをより戦略的に組み合わせて欲しい」という考えからモンスターを仲間に出来るようになっている。ビジュアルは「前作が当初ダークファンタジーをイメージしていたがその後明るい方向にシフトしたので今作ではダークファンタジー路線を引き継ぐ」というコンセプトの元「シュールレアリズムかつダーク」をテーマとして作成されている。製作発表時に公開されたムービーは「神話に登場する可視世界と不可視世界のギャップを出す」という意図からあえて前作との繋がりを把握し辛くしている。
前作のセーブデータを引き継ぐ事で専用の特典やカジノのミニゲームの当たる確率が上昇する等のボーナスを得る事が出来る。引き継ぎの内容は「前作をプレイした人としていない人の差を出来るだけ無くしたい」という考えからゲームに直接影響を出す物では無くなっている。
メディアクリエイトの日本国内における調査では両機種を合わせた初週販売本数は53.4万本（PS3版52.4万本、360版1.0万本） であり、同じ期間で150万本を売り上げた前作『FFXIII』 の約3分の1となった。また、NPDグループが集計したアメリカ合衆国における月間ゲーム販売本数集計（集計期間は2012年の1月29日-2月25日で、FF13-2の発売は1月31日）においても、FF13-2の発売初月の販売本数は35万本であり、前作FF13の初月130万本から73%のダウンとなった。
無料体験版の配信を2012年1月10日から北米のPlayStation StoreとXbox Liveで開始し、11日には欧州のPlayStation StoreとXbox Liveでも同様に開始した。
北瀬によると「ゲーム本編はセラ&ノエル編」の様な位置付けであり、他にもライトニング編の様なキャラクターごとのエピソードが存在しておりDLCのスノウ編、サッズ編、ライトニング編だけでなく小説の「Fragments Before」や「Fragments After」でもFF13の後のキャラ達の行方についてが紹介された。

### 商品展開
2011年12月15日、PS3同梱版『プレイステーション3 FINAL FANTASY XIII-2 LIGHTNING EDITION Ver.2』が発売。
2013年7月18日、『FFXIII-2』のアルティメットヒッツ版と、『ファイナルファンタジーXIII-2 デジタルコンテンツセレクション』（FINAL FANTASY XIII-2 DIGITAL CONTENTS SELECTION）を発売。

## システム

### モーグリ関連のシステム
本作ではフィールド上でモーグリの頭部が点灯する事があり、点灯した場所にはアイテムが隠されている。隠されたアイテムはR1ボタンで実体化させる事が出来、実体化させた後は普通のアイテムと同じように入手できる。また、ストーリーをある程度進めるとモーグリを投げてより広い範囲を探索できるようになる。
近くにNPCがいる場所でモーグリ関連のシステムを使うとNPCがそれに応じた反応をする事があるがこれはプレイヤーの取った行動に対するリアクションとしてとりいれられた物である。

### ライブ・トリガー
本作で導入された新システム。主にキャラクター同士の会話中に挿入され掲示されている選択肢の中から一つを選び、受け答えの内容や行動を選択していく。単なる選択肢だけでなくボスとの戦い方等も選択する事が出来る。
ライブ・トリガーが導入された理由は「前作はストーリーを中心として物語が進行したため、今回はプレイヤーを中心としてプレイヤー自身が選択肢を選ぶ事で物語が進行していくようにしたかった」ためである。ライブ・トリガーの選択肢は「自分の好きな選択肢を選んで欲しい」という方針から物語の本編には影響が出ないようになっている。

### バトルシステム
本作の敵とのエンカウントはフィールド上に敵が見えていた前作とは異なりフィールド上で一定時間が経つと敵が現れ、接触するとバトルに突入するというものになっている。敵が出現すると時計のアイコンが表示され、アイコンの針が回っていくと敵が動き出すようになり、針が回りきると強制的に戦闘に突入する上にバトル途中のリスタートが出来なくなる。こちらから先に攻撃を仕掛けると前作同様に先制攻撃となり、バトルが有利になる。針が回り切る前に敵から一定の距離をとれば戦闘を回避できる。この変更は「事前に敵が見えているより敵が見えない方が緊張感が出せる。」という方針のためである。バトルシステム自体は前作のシステムを発展させたものであり、ATBケージをストックしてリーダーのコマンドを入力していき、他のキャラはオートで行動する。バトル終了時にはHP等が完全に回復し、状態異常も解除される。前作と異なりギルも入手できる。
オプティマの名称は海外版と同様のパラダイムシフトに変更され、さらにパラダイムごとに行動をバランスよく行うノーマル、一体の敵を集中して攻撃するクロス、複数の敵をバラバラに狙うワイドという三つの行動パターンを設定できるパラダイムチューンが搭載された。
また、時折シネマティックアクションというカットシーンに移行する時がありその際はボタン入力をする事になるがボタンの入力次第でバトルの展開が変化するようになっている。
本作のバトルシステムは「前作よりもスピーディーかつタクティカル」がテーマとなっており、上記以外にも仲間のAIの行動の調整等も行われている。

### 召喚レイド
物語をある程度進めると使用可能になるモンスターを倒してクリスタルを手に入れるとそのモンスターを仲間にする事が出来る新システム。
仲間にしたモンスターはパラダイムに組み込む事で最大三体までパーティーメンバーとして使用でき、パラダイムを変更するとモンスターも変わる。モンスターのロールは固定されており、シンクロゲージと呼ばれるケージが最大まで貯まるとモンスターごとに効果が異なる必殺技を出すことができる。モンスターの成長パターンは様々であり、大器晩成型もあれば直ぐに成長が終わる物もあるが基本的には育て方次第でどんなモンスターも活躍出来るように調整されている。仲間に出来るモンスターの数に制限は無く同じモンスターを数回仲間にすることも可能。
当初はモンスタークリスタルを用いてアクセサリーを強化するシステムやモンスターにもロールの変更を可能とするシステムの搭載等も検討されたが、いずれも「ユーザーにモンスターに愛着を持ってもらうと言う方針から外れてしまう」という意見から没となった。

### クリスタリウム
本作のキャラクター成長は前作と同様にクリスタリウムを用いるが、本作ではノエル、セラとモンスターで成長のさせ方が異なる。ノエルとセラは、前作のキャラクターと同様、バトルに勝利する事で得られるCP（クリスタルポイント）を用いて成長させていく。しかし、前作と異なり、全てのロールを一つのクリスタリウムで成長させる様になっており、クリスタリウムのレベルアップ時に解放されるボーナスを任意で選ぶようになっている。
モンスターの成長はCPでは無く、専用のアイテムを用いて行い、後半になる程貴重なアイテムが大量に必要になる。

## モンスターカスタマイズ
クリスタリウムで育てたモンスターのアビリティを継承させたり、モンスターに名前やデコレーションアイテムと呼ばれるアイテムを付けて自分好みにカスタマイズする事が出来る。
アビリティを継承させる場合はロールが同じモンスター同士であれば、アビリティも引き継ぐ事が可能である。ロールが異なる場合はアビリティが引き継げないが、特殊なアビリティを取得する事がある。どちらの場合でも継承元となるモンスタークリスタルは失われる。
デコレーションアイテムを付けたモンスターは外見は変化するが能力は変化しない。これは「デコレーションアイテムで能力が変化するとユーザーが強いデコレーションばかり付けてしまい、個性が無くなってしまう」という考えのためである。

### 装備品
前作同様、装備品として登場するのは武器とアクセサリーである。本作の装備品は改造で強化した前作とは異なり、ショップで入手したりフィールド上のトレジャーから入手していく。本作のアクセサリーはアクセサリーごとにコストが設定されており、キャラクターの装備能力を上回る様に装備させることは出来ない。前作同様、アクセサリーと武器を特定の組み合わせで装備すると連鎖アビリティが発生する事がある。

### ゲート
本作の物語はゲートと呼ばれる時空移動装置を用いて時空を超えて進んでいき、同じ場所でも時代を変える事で全く違う風景になる事もある。また、ゲートを一度閉じ、再度開く事で物語をやり直すことも可能。
ゲートは、専用のオーパーツを使わなければ開けない黄色と、消耗品のワイルドオーパーツを使わなければ開けない青色の二種類が存在する。また、ゲートを閉じるにはリバースロックというアイテムが必要。
各時代にはパラダイムシフトによるパラドクスと呼ばれる異変が生じており、物語はその異変を解決する事によって進展していく。スタッフの試算では一つの時代の物語は三時間程度で終わるとされており、これは「忙しい人にも配慮した結果」との事である。

### チョコボ
シリーズおなじみの黄色い鳥、本作でもギザールの野菜を与えれば乗る事が出来る。本作では通常のチョコボの他に羽毛が赤く尾の部分だけ青い突然変異種の暴れん坊チョコボも登場する。暴れん坊チョコボは乗っている間ギザールの野菜を食べ続け、ギザールの野菜が無くなると放り出されてしまう。

### バトルチョコボ
バトルシステムに「モンスター」の使役が追加されているので、バトルしてチョコボのモンスタークリスタルをGETするとチョコボが使役できるようになる。
ちなみにいうとバトルチョコボは黄・赤・青…と多種類いるので、GETする価値はある。他にも何色かはある。
全部ゲットするのは人の好みである。
各色につき3匹までゲットできる。

## 用語
カオス
世界を浸食し、モンスターを出現させている謎の存在。
カタストロフィ
前作のストーリー部分に付けられた事件名。
AF
前作のストーリー終了後に新たに使用されるようになった暦の名称。AFとはAfter the Fallの略称で大惨事は免れたとはいえコクーンが天から落ちた事実は変わらないという意味で命名された。
アカデミー
AF3年頃に旧騎兵隊のリグティ大尉とホープの父バルトロメイ・エストハイムが設立した公的研究機関。
設立当初は人の手による歴史を科学の力で作り出すための下部的な機関であったが各地の遺跡の発掘、調査やロストテクノロジーの解析等を行い、新技術を次々と生み出していき、AF10年頃より社会の統治機関へと成長し、AF400年には政府からあらゆる権限を移譲された正式な統治機関となっている。
シ骸
前作と同様のルシの心が絶望に塗りつぶされた際に変貌したシ骸に加え、ルシが変貌した物では無い新たなシ骸も登場する。
パラドクス
各時代に起こっている異変の総称。
時詠みの巫女（ユール）
神リンゼと女神エトロが生み出した世界で最初の人間の転生体。未来の出来事を見るエトロの瞳を持つが歴史に対して中立でなければならないという掟から干渉することは禁じられている。どの時代にも同じ姿、魂を持つ少女として生まれ、ユールと言う名を持つ。
時詠みの一族
遥か昔、未来を見る力を持つ時詠みの巫女ユールを中心として都市パドラを設立、発展させた一族。発展後、魔獣ウガルルムを封じるために当時のユールが禁じられた歴史への干渉を行った後、予言の悪用を目論む者が現れて内乱がおこったためパドラを離れ、放浪の民となった。
エトロの瞳
女神エトロの力に接して強い混沌の力を抱えた物が持つ事がある力。未来を見る事が出来るがその代償として命が削られていく。エトロの瞳の力は所有者の意思とは関係無く発動するため所有者であるユールは幼くして命を落としており、故にカイアスはこの力を「呪い」と称している。
守護者と暫約者
守護者は時詠みの巫女を守る戦士の事であり、暫約者はその中で最も強い者がなるルシの名前である。
混沌の心臓
ルシとしての使命を果たしたカイアスにエトロが与えた心臓であり、エトロの分身でもある。カイアスに不死身の肉体を与えている源であり、カイアスの器を下回った者がカイアスを倒せば心臓はその者に引き継がれ、上回った者であればカイアスにトドメを刺す事が出来るがそれは同時にエトロの死にも繋がる。

## やりこみ要素

### パラドクスエンディング
本作ではFFシリーズ初のマルチエンディングが採用されており、FFX-2のエンディングの様なノーマルエンディングとシークレットエンディングの様な分岐制では無く様々なエンディングに分岐し、中には過去の世界を描いたエンディングもある。各エンディングの解放条件はゲームをプレイしていると大体は分かるようになっているが、解放するにはやり込む事が必須とされている。
ただし、本作におけるマルチエンディングは、ノーマルのエンディングを見たあとの2周目以降のプレイで、本編では倒せなかったボスを倒したり、本編で選べなかった選択をしたりした場合のIF展開を体験する「パラドクスエンディング」であり、本筋となるエンディングはノーマルエンディングと、その補足となるシークレットエンディングしかない。さらにノーマルエンディングは最後に「TO BE CONTINUED...」と表示されるクリフハンガー展開となっているがこれは「本作は全体的に本編中で全ての謎が明かされない事で世界観を広げていく物が多い海外のテレビドラマを意識しており、物語がまだ続くかもしれないという意味を示唆している」という意味である。
エンディング後に他作品の様にタイトルに戻るのではなくヒストリアクロスに戻るのは、「ヴァルハラからまた歴史は繰り返されるのでプレイヤーに異なる歴史を探し当てて欲しい」という意図によるものである。パラドクスエンディングは「プレイヤー自身が物語を紡いでいく実感を得て欲しい」という意図で実装され、その内容はコミカルな物もある。これは、ノーマルエンディングがシリアスな終わり方となっているため、その差を出したいと言う方針によるものである。

### フラグメント
時の欠片と呼ばれるものであり本作の収集要素の一つ。ただ物語を進めているだけではほとんど入手できずミニゲームやNPCから受けた依頼の報酬などとして入手する。全部で160個あり集めていく事でザナドゥにおいて新たなスキルを開放し入手する事が出来る。

### 時の迷宮
本作のダンジョンの一つで一筆書きの要領で全てのクリスタルを集める「消える床」、同じ色、形のクリスタルを結ぶ「クリスタルの絆」、数字を消していく「時計盤の針」の3種類が存在する。ストーリー上必ずクリアしなければならない物もあるがそれらは比較的簡単にクリアできるようになっており、必ずしもクリアする必要の無い物の中には難易度の高い物も存在している。
このシステムが導入された理由は前作の不満点の中に「ダンジョンの数が少ない」という意見があったためである。

### ミニゲーム
本作では前作にはなかったカジノ等のミニゲームがあり、専用硬貨であるカジノコインをギルで購入する事で遊ぶ事が出来る。
本作のチョコボレースはただコインを賭けて観戦するだけでは無くチョコボを仲間にしていればそのチョコボをレースに参加させることも可能でその場合はスタートダッシュ等の介入を行う事が可能になる。
レースに参戦したチョコボの強さはチョコボのレベルや取得しているアビリティによって変わり、またレースに参加中のチョコボは引き取らなければバトルメンバーに加えることは出来ない。

## ストーリー
概要節にあるように本作はマルチエンディングであるため、本節では正史となるノーマルエンディングのストーリーを記載する。
前作『FFXIII』の物語が終わってから三年後のある日、主人公セラ・ファロンが住むグラン・パルスの開拓村ネオ・ボーダムが突然謎の魔物の襲撃を受ける。そして魔物がセラに襲いかかろうとしたその時、ノエル・クライスが現れ彼女の危機を救う。魔物を退け、ノエルが何故ここに現れたのかセラが尋ねるとノエルは自分が遥か未来、コクーンが地上に落ち、世界が滅びゆく中で生まれた最後の人間であるという事、この世界とは違う世界、ヴァルハラでセラを除く誰もが死んだと思っているセラの姉ライトニングと会った事、様々な時代にパラドクスと呼ばれる異変が起こっている事を伝える。この話を聞いたセラは自分の中にある皆と違う記憶が正しい記憶であるとの確信を持つ。ライトニングは前作の物語が終了した直後に失踪し、セラを除く誰もがその時の会話すら覚えていなかった。セラは姉との再会を望み、ノエルと共に時空を超える旅に出る事を決める。
時空を超える旅の過程でセラは婚約者スノウや姉のかつての仲間ホープと再会しノエルと共に、時に彼らの力も借りつつパラドクスを解決していくがそんな彼らの前にカイアス・バラッドと名乗る謎の男と女神エトロが与えた未来を見る力「エトロの瞳（め）」を持つユールと名乗る謎の少女が現れる。カイアスはセラ達を自らの目的の邪魔者とみなし、幾度となく襲いかかってくる。
時空を超える旅の末、セラは遂にライトニングと再会を果たす。再会したライトニングは時空の異変は全てカイアスが引き起こしている事、カイアスの目的はユールを救う事であり、彼女の持つ時読みの力が発動しないように世界を造り変えるためにコクーンの落下による大量虐殺で異なる世界への門を開き、強大な闇の力をこの世界に引き入れる事で生死や時さえも無意味な世界を作り出そうとしている事を語る。セラとノエルはカイアスを止めるため、ライトニングと別れてコクーン落下直前の時代へと向かう。セラとノエルは死闘の末に遂にカイアスを倒してコクーン落下直前の世界に戻り、ホープ達が作り上げた新たなるコクーンの浮上を見届ける。だがその直後、セラにも与えられていたエトロの瞳が発動し、更にカイアスに与えられていた女神エトロの心臓「混沌の心臓」が消失した事で女神エトロが消失し、エトロが抑え込んでいた闇の力がこの世界に解き放たれる。(TO BE CONTINUED...)

## 登場人物
下記の他にNPCも多数登場し、ストーリー上の情報収集は主にNPCとの会話を通じて行う。

### メインキャラクター
セラ・ファロン（Serah Farron）
声 - 寿美菜子 / ローラ・ベイリー
モーションアクター - 川渕かおり
本作の主人公。21歳。身長164cm。ライトニングの妹で、モーグリを弓や剣に変形させて戦う。
前作の戦いが終わってからはネオ・ボーダムで教師をしており、パラドクスの影響によって周囲が死んだ、もしくはクリスタル化したと思われているライトニングの生存をただ一人信じており、その記憶も持っている。物語開始後にノエルと出会い、ライトニングと再会するために彼と共に旅立つ。
彼女が主人公になった理由は「前作では直ぐにクリスタルになってしまったので今作では是非立たせてあげたかった」という考えからである。
ノエル・クライス（Noel Kreiss）
声 - 岸尾だいすけ / Jason Marsden
モーションアクター - 宮内大
本作のもう一人の主人公。18歳。身長185cm。セラの前に現れた謎の青年でハンターとして魔物を狩って生活していたため「人を守る」という意思が強く、スノウとは違った男気を持つキャラクターである。
その正体はFF13から700年後のはるか未来、人類が滅亡する寸前の時代から未来を変えるために過去に遡ってきた最後の人類である。時空を遡る過程でライトニングと出会い、彼女の申し出を受けてセラの元へと現れる。パラドクスの影響で記憶が曖昧になっているが物語を進めるとその記憶が戻っていく。
FFXIIIのキャラクターでは白を連想させる名前をベースとしており、「ノエル」という名前は雪、祈りといった意味を込めて名付けられた。新たな主人公が設定された理由は「前作の事や世界の事を何も知らないキャラを主人公とする事で同じく世界の事を知らないプレイヤーも感情移入しやすくなる」と考えられたためである。また、性格は前作のユーザーに男性が多かったため、「男性が共感できるようなキャラクターにしたい」という考えのもとで設定された。ちなみに好物は肉なら何でも。その中でもアダマンタイマイが一番らしい。
モーグリ（Moogle）
声 - 諸星すみれ / アリエル・ウィンター
シリーズおなじみのキャラクター。本作ではライトニングの遣いとしてノエルとセラの旅に同行し様々な手助けを行う。
本作ではパーティーに同行するマスコットキャラクターなので「赤子から幼児」というイメージでデザインされており、従来にはなかったクリスタルと時計を持っている。高橋の提案により諸星すみれが『ファイナルファンタジー零式』に続いて声を当てている。
鳥山によると「前作での役割がショップの看板の様だったのが心残りだったので本作では出したかったので出したがシステムの根幹にかかわるとまでは思っていなかった」との事。
ライトニング（Lightning） / エクレール・ファロン（Éclair Farron）
声 - 坂本真綾 / Ali Hillis
モーションアクター - 中島夏穂
前作の主人公。21歳（消失時）。身長171cm。ライトニングという名は本名を封じるために使用している。前作の戦いが終わった後は他の人物の前から姿を消し、パラドクスの影響によって セラを除く誰もが死んだと思っているが実際は女神エトロから力を授けられ、エトロの居る都市ヴァルハラを守る騎士として、忠実な僕、オーディンと共に人知れず戦い続けている。本作はストーリーのテーマ以外に「彼女が二度目の生を得る」という部分もテーマとなっている。前作のモチーフは主に薔薇だったが今作では「より神に近付いた存在」「よりファンタジー風な衣装」という事で羽根がモチーフとなっている が高貴さや上品さは残されている。今作では前作とは違うタイプの変形式の剣を使用し、物語の重要な鍵を持つキャラクターとなって操作する場面もある。
ライトニングの本作の衣装は担当した上国料勇が試行錯誤の末に野村から渡された羽根と「不思議なイメージで」という注文の元で描かれており、そのため、纏っている甲冑に必要な部分が描かれておらず、本来の甲冑ではありえない構造となっている。

### サブキャラクター
カイアス・バラッド（Caius Ballad）
声 - 白熊寛嗣 / Liam O'Brien
モーションアクター - 白濱考次
本作製作発表時のムービーで登場した謎の男性。年齢不評。身長195cm。黒い変形式の剣を持ち、召喚獣バハムート・カオスを使役する。ストーリー上ではライトニングと対立する。
ノエル達の前にユールと共に現れる。ノエルとは面識がある。
衣装はバハムートをモチーフにした物となっている。
パドラ＝ヌス・ユール（Paddra Nsu-Yeul）
声 - 伊瀬茉莉也 / Amber Hood
モーションアクター - 河本千明
ノエルとセラの前に現れ、カイアスと共に行動する少女。14～17歳（時代によっては異なる）。「黙示戦争」時代に神託を残したと伝わる巫女と同じ名前を持つが正体は謎に包まれている。
スノウ・ヴィリアース（Snow Villiers）
声 - 小野大輔 / Troy Baker
モーションアクター - 小幡誠
セラの婚約者。24歳。身長200cm。タイムパラドックスの影響でコクーン落下後にライトニングはクリスタル化したと思っていたが、それから1年後に姉は生きているというセラの言葉を信じて自らの婚約ペンダントをセラに託し本編の2年前にライトニングを探しに旅立つ。物語の途中でスノウにとってはセラとは2年ぶりの再会を果たす。また前作同様、左腕にはパルスのルシの烙印が刻まれている。
ホープ・エストハイム（Hope Estheim）
声 - 梶裕貴 / Vincent Martella
モーションアクター - 白濱考次
24～27歳。身長180cm。前作から10年後、24歳となった未来の世界では大人びた姿で登場。アカデミーのリーダーを務めており、セラ達が時空を超えている事も知っている。
アリサ・ザイデル（Alyssa Zaidelle）
声 - 日笠陽子 / Kim Mai Guest
アカデミー研究員のひとり。19～27歳。明るく魅力的な外見から、アカデミーのアイドル的な存在。しかし研究員としても有能で、ホープの補佐役を務めている。
ガドー（Gadot）
声 - 佐藤美一 / Zack Hanks
前作にも登場したノラのメンバー。24歳。身長192cm。ネオ・ボーダムを取り仕切っている。
レブロ（Lebreau）
声 - 浅川悠 / Anndi McAfee
前作にも登場したノラのメンバーの1人。22歳。身長168cm。彼女はセラに「ライトニングは死んだ」と告げる。

### その他のキャラクター
チョコリーナ
声 - うえだ星子 / Julie Nathanson
ショップの役割を担う行商人。彼女も時を超える事が出来ノエルとセラの行く先々に出没する。彼女からは通常のアイテム、武器、アクセサリー、モンスター育成用アイテム、掘り出し物の5つのカテゴリーに属する商品を買う事が出来る。カーニバル時に身にまとう様な衣装を着こみ、ノリのいい口調をしている。彼女の外見はノエルやセラと同様に色んなところに出没し、なおかつ一目で分かるような外見にしたいと思った結果である。

## 作品世界
前作では一度行った場所にはグラン＝パルスと政府首都エデンの一部を除いて戻る事は出来なかったが今作では戻る事が出来る。探索要素も前作より強化され、前作では一部の個所でしか出来なかったジャンプがより自由に出来るようになったり固定されていなかったナビマップが北向きで固定されている。
本作ではストーリーを進めると歴史が改変され、改変された後の時代と前の時代、両方が登場するマップがあり、同じマップでも複数の年代にまたがって描かれている。
本作の世界観は前作でベースが描かれているため、より普遍の謎に向かう物語として方向性を変えて作成されている。

### コクーン
前作の主な舞台となった球体状の世界。現在はグラン・パルスとの間に出来ているクリスタルの柱にかろうじて支えられているが内部は激しく損壊しており、ファルシの力も失われているため支えられている状態を維持する事すら困難な状況である。多くの住民はコクーンの再建のために勤しんでいるが一部の人々はグラン＝パルスへの移住を行っている。
サンレス水郷
コクーン内でかつて聖府が自然環境保護区として管理していた水郷。現在は木々が自然に曲がりくねり、自然ごとに変化する様になっている。

### グラン＝パルス
前作でもう一つの舞台となった世界。前作の時点では人は見当たらずモンスターやシ骸が至る所に徘徊していた。現在はノラのメンバーを中心としてコクーンの人々の移民、開拓が行われているが安定した生活が送れる状況には至っていない。
ネオ・ボーダム
ノラのメンバーを中心としてグラン＝パルスに新たに作られた居住地。
アルカキルティ大平原
前作では最大級の広さだった平原。本作ではハンター達のキャンプと天候を操作する装置が設けられており装置を作動させて天候を変化させる事で様々な変化を起こす事が出来る。
ヤシャス山
前作では物語の進行上必ずしも行く必要は無かった山。本作ではアカデミーが遺跡の調査、発掘作業を行っているがパラドクスの影響で起きるはずがなかった日食が発生している。
前作で謎だった遺跡の謎を解き明かす事がコンセプトとなっている。
アガスティアタワー
アカデミーがとある計画のために建造したタワー。世界中から様々な情報が集められ、様々な研究者が滞在している。
アカデミア
エデンに代わるパルスの新たな首都。ファルシに頼らない世界の創造を目指す「アカデミー」の主導の元、高度な技術が駆使された情報都市であるが一方でファルシらしき者の姿やシ骸も出現している。

### ヴァルハラ
女神エトロが住むとされる世界。この世界では召喚獣が普通に存在しているためルシの力を使わなくても召喚獣を使役する事が出来る。

### ザナドゥ
本編の世界とは違う世界の天空に浮かぶ娯楽都市。内部にはカジノがありスロットやチョコボレース等のミニゲームを楽しむ事が出来る。なお、FFシリーズに娯楽施設が登場するのはFFVIIのゴールドソーサー以来であり、ユーザーの間でもFFシリーズの娯楽施設=ゴールドソーサーというイメージが強かったため内部のカメラワークの一部等はゴールドソーサーのオマージュとなっている。

## スタッフ
- プロデューサー - 北瀬佳範
- ディレクター - 鳥山求
- シナリオ - 渡辺大祐
- 絵コンテ - 金田伊功
- ストーリー協力 - 映島巡
- メインプログラマー - 柏谷佳樹
- バトルディレクター - 松井優介
- アートディレクター - 上国料勇
- キャラクターデザイナー - 野村哲也（前作キャラの一新や新キャラのノエルとカイアスのデザインは野村、アリサとユールは皆葉英夫が担当。キャラの衣装は上国科、直良、皆葉が担当している）
- ムービーディレクター - 生村一行・蒲原博
- コンポーザー - 浜渦正志・水田直志・鈴木光人

## 音楽
音楽は前作の浜渦正志の他に、水田直志と鈴木光人の二名も担当している。ゲストボーカルにOriga、KOKIA、Frances Maya、Joelle、本田みちよ、Shootie HGを招いており、前作の音楽も数多く使われている。
今作のサウンドトラックは海外のゲーム音楽メディア「Original Sound Version」が毎年開催している「OSVOSTOTY Awards」で2011年度のサウンドトラック・オブ・ザ・イヤーを受賞した。

### 主題歌
本作ではFFシリーズ初となるダブル主題歌となり、Xbox 360版と北米、欧州で発売されるPS3版の主題歌にシャリースが、日本を含むアジア地域で発売されるPS3版の主題歌にふくい舞が起用された。主題歌はどちらも同じ曲を原曲としつつも歌詞とアレンジが異なっており、北瀬はこれについて「ふくいには本作のテーマの一つである復興と再生をイメージしながら情感を込めて、シャリースには心に突き刺さるように美しくも力強くそれぞれ歌ってもらった。」と語っている。
主題歌を担当した両者はそれぞれシャリースは「この話を聞いた時は夢かと思った」と、ふくいは「こんなチャンスを与えてもらった事を嬉しく思う」とコメントしている。
主題歌がダブルとなった理由は「前作と違う仕掛けをしたかったので国内版、海外版のアーティストを同時に選び、同じメロディーの曲をそれぞれの形で歌ってもらいたかった」ためであり、機種で主題歌が異なっているのはその延長である。
Xbox 360版、北米・欧州地域PS3版テーマソング『New World』
- 作詞 - jam
- 作曲 - 多保孝一
- 編曲 - 本間昭光
- 歌 - シャリース

アジア地域PS3版テーマソング『約束の場所』
- 作詞 - jam
- 作曲 - 多保孝一
- 編曲 - 塚崎陽平
- 歌 - ふくい舞

## 開発と経緯
本作の正式な開発プロジェクトが立ち上がったのは2011年3月に前作の海外版が発売された後であるが、鳥山は前作のバトルシステムが完成に近付くにつれて「このシステムを一作だけで終わらせるのは惜しいと思い、思えばその時からなんとなく続編の構造は持っていたのかもしれない」と語っている。また鳥山は「前作でセラという人物を描き足りなかった」とも思っており、そのためセラが主人公となる事は当初より想定されていた。その後、話し合いを重ね「男性が共感できるキャラクターが欲しい」という意見からもう一人の主人公であるノエルが登場する事となった。
本作は「ストーリーを物語主導からプレイヤー主導に変える」「バトルシステムを戦略性を上げた物へ改良する」「DLCや小説等、他のメディアへの展開も含めた広がりのある作品にする」という三つのコンセプトを軸として開発され、特にストーリー部分については「シリアスな部分は良い評価を頂いていたが一本道だったのが残念という意見が多かったため、シリアスな部分は残しつつもプレイヤー主導に変えていく」とし、本作を開発するに当たって一番の目標となった。
本作のストーリーがタイムトラベルとなったのは鳥山が「長いスパンの歴史を描きたいと言う思いがあり、また前作のストーリーから続いている物語だと分からないようにしたかったため、いきなり違う時代の物語を描く事が出来るタイムトラベル物にしたい。」という思いを持っていたためであり、この事を聞かされた北瀬は「ゲームのボリュームが肥大化し過ぎたり物語の整合性がとれなくなったりするのではないかという懸念もあったが鳥山の中に既に物語の構造があったため様子を見る事にした」と語っている。ストーリーの内容は「他のタイムトラベル物とは違う要素を取り入れたかったので普通のタイムトラベルとは逆の要素を組み込んだ他、各地の謎を追う一話完結式のミステリーの様な構造にする事で前作を知らない人にも楽しめる物になる。」という思いから作られている。
ストーリー以外の要素では前作ではフィールドでの遊び要素が足りなかったのと逃亡劇という事から町の人たちと接する機会があまりなかったという点を反省し、トレジャーボックスやフラグメント、時の迷宮といった探索要素が組み込まれ、街の人たちとの会話にもかなりの力が入れられている。
バトルシステムは前作で完成した部分から更にもう一歩をどう踏み出すかに試行錯誤し、最終的に「仲間モンスターへの深い愛着を持たせていく」という方針の元でモンスターを仲間にするシステムが採用され、更に愛着を深めてもらうためにシンクロドライブやアビリティの継承、デコレーションや成長要素等が組み込まれた。
前作と異なり本作は開発初期から様々なアドバイザーを配置し、意見をフィードバックして開発されている。これは前作でアドバイザーから意見を募ったのが開発終盤であり、意見のフィードバックが十分にできなかったのを反省しての事である。また、「現在人気を集めているソーシャルゲームが人気の理由はある程度の完成度に達した時点でユーザーにプレイしてもらい、その意見を反映していく事にあると思うので自分たちもそうするべきだ。」という考えからスケジュールにユーザーテストが組み込まれており、バトルシステム等にユーザーテストの意見が反映されている。

## プロモーション
- 本作の情報が初めて公開されたのは2011年1月18日に開催された『SQUARE ENIX 1st Production Department Premiere』である。その後、同年6月8日にアメリカ・ロサンゼルスで開催されたE3において初めて試遊台が設けられた[22]。
- 同年9月10日には前作をプレイした13歳以上のユーザーの中から抽選で選ばれた40人によるプレイアブルリポートが行われた[8]。
- 同年9月15日にBS11で特別番組「ファイナルファンタジーXIII-2 スペシャル特番 〜再び生を得る、新たな世界が明らかに！〜」が放送された。放送時間は20時00分 - 20時30分の30分。内容はE3やジャパンエキスポで公開された映像を中心に、作中でサッズを演じた江原正士がリポートする製作現場の様子やゲストからのメッセージが放送された。今作の新要素や先述の主題歌を歌う歌手、「東京ゲームショウ2011」で公開されたPS3版のプロモーション映像もここで併せて公開されている[53]。なお、この放送の中で、発売直前特番も放送されることが明らかになっており、「ファイナルファンタジーXIII-2発売直前特番 〜新たな物語が時をつなぐ！〜」として同年12月14日に放送された。放送時間は21時00分 - 22時00分の1時間。内容は制作裏話やキャラクター秘話、そしてスクウェア・エニックス社内の制作現場が紹介された[54]。
- 同年9月15日から9月18日にかけて開催された「東京ゲームショウ2011」にも出展された。
- 同年9月28日からは前作のストーリーを前作の登場人物であるヤーグ・ロッシュとリグディの視点から纏めた全六章からなる前作のストーリーを振り返る映像コンテンツ「ロスト・レポート」の第一章が公式サイトにおいて公開され[55]、最終章は12月9日に公開された。
- 同年10月15日より、13人のテストプレイヤーが本作をリポート（評価）する特設サイト「JUDGE13」を開設した[56]。なお、2014年1月の時点で特設サイトは閉鎖（本作公式サイトに転送）されているが、テストプレイヤーによる動画の一部は本作の公式サイトで公開されている。
- 本作のCMには「FFシリーズの大ファンであるという噂をスタッフが聞きつけ、オファーを送った」という理由からAKB48の大島優子が起用された[57]。大島はCM出演の他に、前述の「JUDGE13」と呼ばれる13人のテストプレイヤーの代表を務め公式サイト内に特設されたプレイリポートも更新しており、同サイト内の「いいね」ボタンのクリックが一定数に達した場合ソフト発売イベントでキャラクターのコスプレを行う事を明言している[58]。また、大島は本作の衣装変更システムに興味を抱き、自らがデザインした衣装二着で同年11月15日から12月3日までの間人気投票を行い、より人気が高かった方がダウンロードコンテンツとして配信される[59]。
- マイクロソフトはXbox 360版の本作早期購入特典として本作の2012年版カレンダーをプレゼントするキャンペーンを実施する[60]。
- 同年11月19日から東芝REGZAとのコラボとして全国の家電量販店に設置されたREGZAで本作のオープニング映像を約二分半にまとめた物が公開されている他、REGZAで本作をプレイする際の最適画質が公式サイトにおいて公開される事が発表され、共同のキャンペーンも行う予定としている[61]。
- ローソンHMVでは独自の限定予約特典としてダウンロードコンテンツ「セラフィック・ウイング」が使用出来る様になるダウンロードコードが付属する[62]。
- e-STOREでは独自の限定予約特典としてダウンロードコンテンツ「カラミティブレード」が使用できるようになるダウンロードコードが付属する[63]。
- 森永乳業とのコラボで本作パッケージ仕様の「ポテロング」が期間限定で発売され、同ポテロングの箱にはライトニングのオリジナルFlash待ち受けがダウンロードできるQRコードが印刷されている[64]。
- 同年12月5日よりXYLISHとのコラボでスマートフォンのアプリ「XYLISH ARフィギュア」を使用する事で本作のライトニングが3Dでが出現するXYLISHが発売され、更にローソンかサークルKサンクスで前述のXYLISHを二個購入するとそれぞれ限定のARカードを入手できる。この他キャンペーンサイトで本作オリジナルのガムケースが当たるキャンペーンも実施されている[65]。
- 同年12月1日に発売されたアサシン クリード リベレーションとのコラボとして同作の主人公エツィオが着用しているコスチュームがノエルのコスチュームとして配信される予定[66]。
- マイクロソフト製のインターネットブラウザ『Internet Explorer9』とのコラボとして本作のシステムの一つであるモーグリ投げを模した『モーグリのツィートキャッチ』がキャンペーン専用サイトにて展開されている[67]。
- 発売当日にはビックカメラ有楽町店にて本作の発売イベントが開催され、前述の大島優子が自身がデザインした衣装で登場したほかPS3版の主題歌を歌うふくい、ノエル役の岸尾も登場した[68]。
- 2012年4月にライトニング、ノエル、ホープ、スノウ、サッズの13-2のキャラ達がプラダの2012年春夏メンズコレクションのモデルに起用されたことを発表した。4月12日発売のイギリスのメンズファッション誌「Arena Homme+」誌最新号の全12ページの記事にてプラダの服を着用しオリジナルのポーズを決めたキャラ達が掲載された[69]。

## ダウンロードコンテンツ
前作には無かったダウンロードコンテンツが実装され、コスチュームやアイテム、仲間になるモンスター等が配信される。特定の品物にプロダクトコードが付属している。基本は有料だが無料配信の物もある。
発売前のインタビューでプロデューサーの北瀬とディレクターの鳥山は、「発売後もまだまだ『FF XIII-2』は続きますので、今後に期待してください」「DLCは発売後も作り続けていく」とコメントして、未発表のDLCの存在を明らかにしており、発売後のインタビューでは「本編を補完するダウンロードコンテンツの配信も考えている」としている。2012年5月15日の配信で今作のDLC展開は終了した。
アイテム
- 歌姫のギフト（ディーヴァのマイク、ディーヴァのヘッドホンの2つ）…ふくい舞シングル「約束の場所/たったひとりの味方」CD+DVD初回生産限定盤封入特典にコード付属
- 女神の福音（女神のバングル、女神のピアスの2つ）…ふくい舞ミニアルバム「Beautiful Days」CD+DVD初回盤封入特典に付属
- スティルツキン日誌…週刊ファミ通2012年1月5日・12日・19日合併号に付属

武器
- セラフィックウイング…セラ専用武器、ローソン・HMV限定特典
- カラミティブレード…ノエル専用武器、スクウェア・エニックスe-store限定特典（2011年12月で配信一旦終了、2012年3月6日から配信再開）
- 源氏の弓…セラ専用武器、2012年3月6日配信開始、有料
- ムラマサ…ノエル専用武器、2012年3月6日配信開始、有料
- アズライール…セラ専用武器、Xbox 360版のみで2012年1月10日配信開始、有料

コスチューム
- ブレイブインブレイズ…ノエル衣装、2012年1月10日配信開始、有料
- 夕凪の衣…セラ衣装、2012年1月10日配信開始、有料
- 時空の守護者…ノエル衣装、2012年2月21日配信開始、有料
- リゾートスタイル…セラ衣装、2012年2月21日配信開始、有料
- Mass Effect 3・N7アーマー…ノエル・セラ衣装、2012年3月27日配信開始、有料
- アサシン クリード リベレーションとのコラボ衣装…ノエル衣装、2012年4月10日配信開始、有料
- 露出と防御（AKB48大島優子デザイン）…セラ衣装、2012年4月10日配信開始、無料
- 黒魔道士…ノエル衣装、2012年5月15日配信開始、有料
- 白魔道士…セラ衣装、2012年5月15日配信開始、有料
- よりどりみどり…モーグリ16種類衣装セット、2012年5月15日配信開始、有料

コロシアムバトル
- オメガ…2011年12月22日配信開始（2012年1月10日まで無料、それ以降は有料）
- ライトニング&アモダ曹長…2012年2月7日配信開始、有料
  - このライトニングは前作のライトニングが時を超えて現れた存在という設定であり、アモダ曹長とそろって登場する事になったのは「軍人時代のライトニングを描きたかった」という思いからである。

- ジル・ナバート…2012年3月13日配信開始、有料
- オルトロス・テュポーン…2012年3月27日配信開始、有料
  - スタッフの「HDのオルトロスを登場させたい」と言う要望から登場する事になった。オルトロスの声優は「鬱陶しい関西弁を表現したい」と言う理由から小野坂昌也が起用されている。

- ギルガメッシュ…2012年4月10日配信開始、有料
- コヨコヨ…2012年4月10日配信開始、有料

追加シナリオ
- サッズ編「表か裏か」…2012年2月28日配信開始、カジノのカードゲームも追加、有料
  - このDLCは「人気キャラのサッズを主人公としたストーリーを作って欲しい」というユーザーからの要望が多かったためである。「シリアスなストーリーである本編では難しいが、変わった形のエピソードなら今作で人気キャラとなったチョコリーナと共に彼等のコミカルな持ち味を活かす事が可能なので作成する事にした」という経緯で製作された。

- ライトニング編「女神の鎮魂歌」…2012年5月15日配信開始、有料
  - ライトニングとカイアスとの戦いを描く。オープニングのバトルとはまた違った形となる。

- スノウ編「無窮の闘技場」…2012年5月15日配信開始、有料
  - スノウのルシとしての使命や、時の番人ヴァルファズルとの戦闘も有り。

※追加シナリオとしてキャラごとのサブストーリーをDLCか続刊の小説Fragment Afterで発表していく。アリサの行動の経緯はホープ編で、スノウが再びルシとなった経緯など幕間の物語はFragment Afterで明かされた。

## アルティメットヒッツ版
2013年7月18日に発売。ダウンロード版も発売がありパッケージ版より2日早い2013年7月16日に配信。

### デジタルコンテンツセレクション
2013年7月18日、パッケージのアルティメットヒッツ版と、発売後に配信されたダウンロードコンテンツ（ただしマスエフェクト、アサシンクリード、露出と防御の3つのコラボレーション衣装や、歌姫のギフト、女神の福音、スティルツキン日誌、セラフィックウイング、アズライールは収録されていない）とFF13-2公式サイトで公開された「ロスト・レポート」を収録したディスクをセットにしたパッケージ『ファイナルファンタジーXIII-2 デジタルコンテンツセレクション』（FINAL FANTASY XIII-2 DIGITAL CONTENTS SELECTION）を発売。
ダウンロードコンテンツのみの配信「ファイナルファンタジーXIII-2 追加コンテンツセレクション」 はダウンロード版FF13-2と同じく7月16日から配信開始。

## 評価
発売前のゲームを対象とした日本ゲーム大賞2011フューチャー部門において受賞作の一つに選ばれた。
前述のプレイアブルに参加したユーザーからは「新要素を色々と見られて良かった」「シネマティックバトルは最後まで気が抜けないのが面白い」という様な好意的な意見が多く寄せられており、発売後もユーザーの間では「新システムは概ね好評である」とされている。
各種ゲーム雑誌では「電撃PlayStation」のバイヤーズガイドでは「前作よりさらに発展したバトルが面白い」「やり込み要素が多く、飽きさせない」「オートセーブや難易度調整等初心者へのフォローもある」といった点が評価され最高ランクのSを記録している。週刊ファミ通のクロスレビューではバイヤーズガイドと同様のやり込み要素の評価に加え、「前作の不満点を解消している」「グラフィックや世界観が相変わらず見事に作り込まれている」といった点が評価され満点の40点を獲得しプラチナ殿堂入りしている。

## 関連商品
『ファイナルファンタジーXIII-2』オリジナル・サウンドトラック
2011年12月14日発売の本作のサウンドトラック 2011年9月26日閲覧。ボーナスDVD付きの初回限定版が発売された。
『ファイナルファンタジーXIII-2 ワールドプレビュー』 (ISBN 978-4-7575-3429-2)
2011年12月1日発売。本作の裏設定やスタッフ、主題歌担当歌手のインタビューなどが収録されている。編集 執筆 有限会社東京テキスト。
『小説ファイナルファンタジー XIII-2 Fragments Before』 (ISBN 978-4-7575-3466-7)
2011年12月15日発売の書き下ろし小説本。本編開始前のエピソードが語られる。著者：映島 巡 原案：鳥山 求、渡辺 大祐。
【セラ：AF0年の記憶】【ニューボーダム：AF3年までの物語】【スノウ：旅立ちのエピソード】【リグディ&バルトロメイ：臨時政府の樹立とアカデミー創設秘話】【ノエル：時の果ての彷徨】。
『ファイナルファンタジーXIII-2 ポストカードブック』 (ISBN 978-4-7575-3465-0)
2011年12月15日発売。
本作のキャラクターのイメージCGとイベントカット、キャラクター解説を収録した本。製作 スクウェア・エニックス編集部。
『ファイナルファンタジーXIII-2 シナリオアルティマニア』 (ISBN 978-4-7575-3496-4)
2012年1月31日発売。製作 スクウェア・エニックス編集部。
本作のシナリオ、イベント部分を中心に解説した攻略本。
『ファイナルファンタジーXIII-2 バトルアルティマニア』 (ISBN 978-4-7575-3497-1)
2012年1月31日発売。製作 スクウェア・エニックス編集部。
本作のバトル、召喚レイド部分を中心に解説した攻略本。
『ファイナルファンタジーXIII-2』オリジナル・サウンドトラック・プラス
2012年5月30日発売。製品版では使用されなかったバージョンやDLCで使用された楽曲が収録される。
『ファイナルファンタジーXIII-2 アルティマニアオメガ』 (ISBN 978-4-7575-3619-7)
2012年6月21日発売。製作 スクウェア・エニックス編集部。
ストーリーの詳細の考察や設定資料、DLC情報の解説や声優へのQ&Aなど。
『小説ファイナルファンタジー XIII-2 Fragments After』 (ISBN 978-4-7575-3650-0)
2012年6月21日発売の書き下ろし小説本。本編開始前のエピソードが語られる。著者：映島 巡 原案：鳥山 求、渡辺 大祐。
【ライトニング：エトロの神殿で女神を守る騎士となるまでto be continued DLC Lightning】【スノウ：夢の中、ライトニングとの再会。再びルシになるまでto be continued DLC Snow】【アリサ：運命に翻弄された死人の嘆き】【ノエル：ユール、カイアス。友たちとの大切な記憶】【ユール：時の彷徨い人の願い】。